# Жобрин
Жобрин (укр. Жобрин) — село в Клеванской поселковой общине Ровенского района Ровенской области Украины.
Население по переписи 2001 года составляло 893 человека. Почтовый индекс — 35310. Телефонный код — 362. Код КОАТУУ — 5624684501.